# Yan (achternaam)
Yan 严 (spreekt uit als [Yen]) is een Chinese en Vietnamese achternaam die zijn oorsprong vindt in de Chinese provincie Sichuan. Deze achternaam staat op de veertiende  plaats van de Baijiaxing. In het Standaardkantonees wordt deze achternaam uitgesproken als "Yiem" en in Hongkong wordt het geromaniseerd als "Yim". Volgens een mythe zijn de mensen met de achternaam Yan nakomelingen van Zhuanxu en Zhurong. 0,3% van de Chinese bevolking heeft deze achternaam.
- Vietnamees: Nghiêm

## Bekende personen met de naam Yan of Yim 严
- Yan Junji
- Yan Ji
- Yan Guang
- Yan Fu
- Michelle Yim
- Yan Changshou